# Meteoryt Pułtusk
Meteoryt Pułtusk – pozostałości ciała niebieskiego, które po rozpadnięciu się w atmosferze spadło w postaci deszczu meteorytowego na północny wschód od Pułtuska dnia 30 stycznia 1868.
Należy do grupy chondrytów zwyczajnych (H5).

## Wiadomości ogólne
- Obszar spadku – 127 km²
- Masa całkowita spadku – 8863 kg
- Liczba okazów – 68 780 (przeważnie po kilka gramów)
- Największy znaleziony okaz – 9095 g

## Struktura

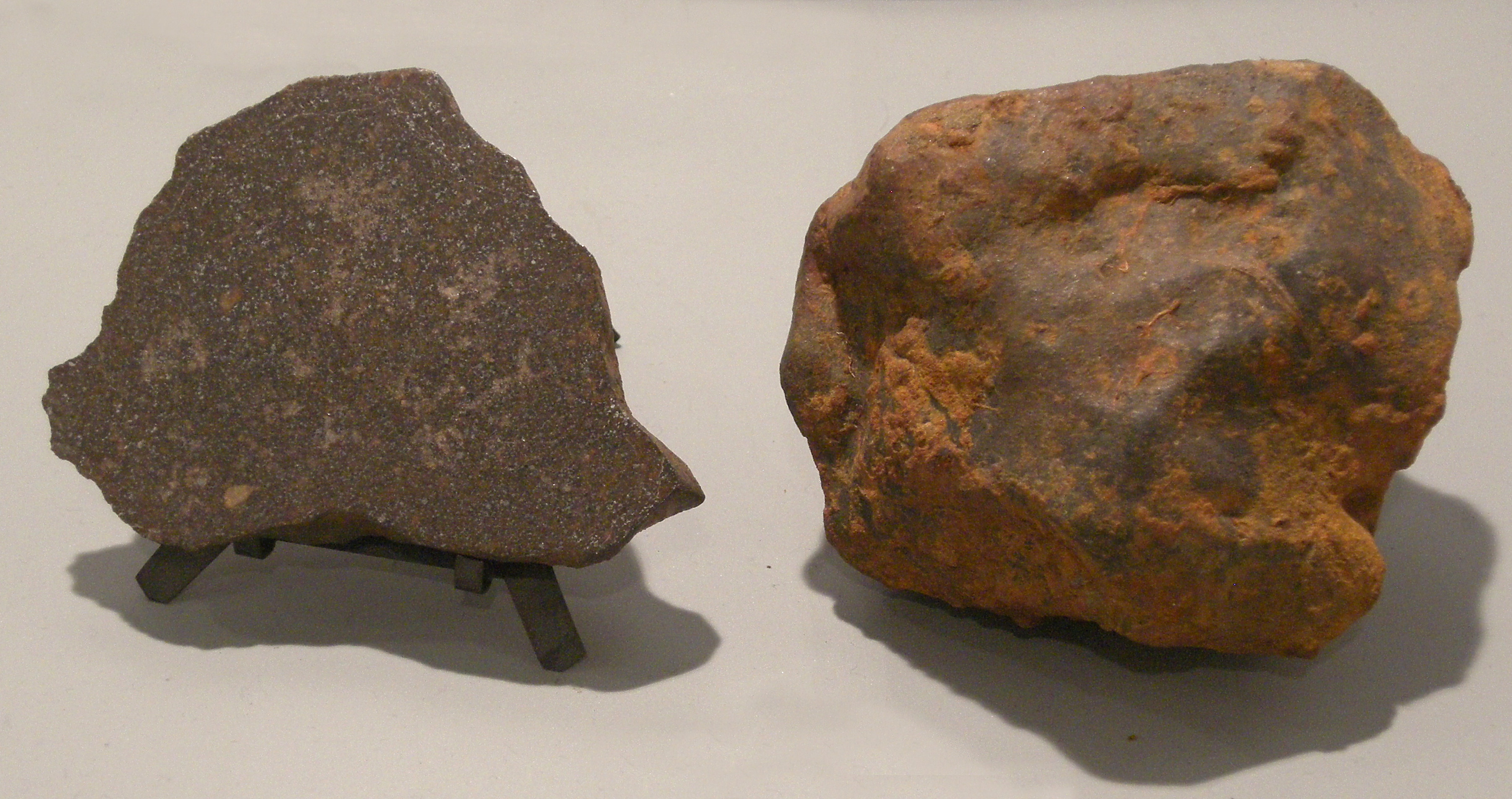
Meteoryt Pułtusk

Meteoryt Pułtusk ma strukturę brekcjowatą, co oznacza, że złożony jest z drobnych okruchów skalnych. Okruchy składają się z chondr piroksenowych albo oliwinowych rozmieszczonych w masie plagioklazowo–oliwinowej. Występuje też kamacyt (żelazo).

## Skład chemiczny

Skład chemiczny i jego przeliczenie na udziały minerałów.

Skład meteorytu Pułtusk w % wagowych:
- SiO2 36,44
- TiO2 0,18
- Al2O3 1,88 Fe metaliczne 17,62
- Cr2O3 0,37
- FeO 9,48 Ni w żelazie meteorytowym 9,13
- MnO 0,25
- MgO 23,75 Fe jako siarczek żelaza 3,80
- CaO 1,82
- Na2O 0,83 S jako siarczek żelaza 2,17
- K2O 0,09
- P2O5 0,22 Ogólna zawartość żelaza 27,19
- Fe 16,02
- Ni 1,61
- FeS 5,97
- Suma 98,91

## Miejsce pochodzenia
Ciałem macierzystym meteorytu jest przypuszczalnie planetoida (6) Hebe. Pierwsze obliczenia w zakresie trajektorii lotu obiektu wykonał Johann Gottfried Galle. Doszedł on do wniosku, że ciało poruszało się wcześniej po hiperbolicznej orbicie, a zatem przybyło spoza Układu Słonecznego. Pogląd ten utrzymywał się do lat czterdziestych XX wieku. Dokładniejsze obliczenia zweryfikowały wcześniejsze ustalenia i stwierdzono, że orbitą obiektu była elipsa. Stąd wniosek, że miejsca pochodzenia meteorytu Pułtusk, należy szukać w Układzie Słonecznym. Była to również wskazówka, że ciała macierzystego należy poszukiwać wśród planetoid obiegających Słońce w wewnętrznej części pasa planetoid.

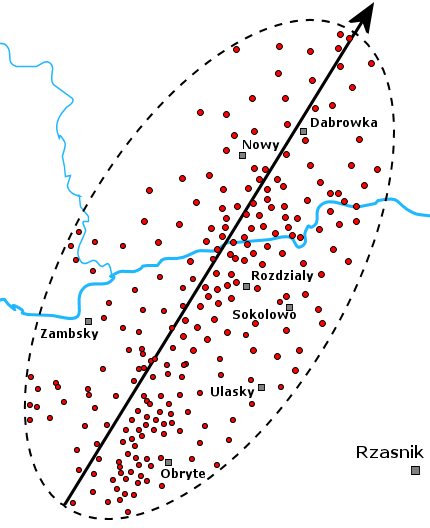
Elipsa spadku meteorytu Pułtusk

## Kolekcje
Spadek widziano w całej ówczesnej Polsce aż po Lwów, a także we Wrocławiu i Królewcu. Okazy z tego spadku należą do najliczniejszych polskich meteorytów i są dostępne we wszystkich większych polskich muzeach geologicznych. Polska jest w posiadaniu ok. 700 fragmentów. Pozostała, zdecydowana większość znajduje się w muzeach i kolekcjach zagranicznych. Największe okazy spadły w okolicach Rzewnia. Spadek tego meteorytu opisywany jest jako najliczniejszy deszcz meteorytów kamiennych na świecie.